# Schlacht von Lyndanisse
In der Schlacht von Lyndanisse am 15. Juni 1219 siegte ein königlich-dänisches Kreuzfahrerheer über ein Aufgebot der heidnischen Esten.

## Vorgeschichte
Unter dem Vorwand, den Fünften Kreuzzug in Palästina zu unterstützen, schlug der dänische König Waldemar II. im Auftrag Papst Innozenz III. die heidnischen Esten bei Lyndanisse (auf Estnisch Lindanise), dem heutigen Tallinn.
Mit angeblich 1.500 Langbooten segelte der König gemeinsam mit Bischof Anders Sunesen, Bischof Theoderik von Estland, Graf Albert von Nordalbingien und Witslaw I. von Rügen nach Lyndanisse, wo er die estnische Burg besetzte, die er später Castrum Danorum nannte.

## Schlachtverlauf
Am 15. Juni griffen die Esten die Dänen nahe der Burg an, was die Eindringlinge so überraschte, dass sie sich in alle Winde zerstreuten. Doch Witslaw sammelte seine Männer, schlug zurück und besiegte die Esten.
Die Legende erzählt, dass während der Schlacht, als die Esten die Dänen sehr bedrängten, der Danebrog, die spätere Flagge Dänemarks mit weißem Kreuz auf rotem Grund, vom Himmel gefallen sei. Dieses Ereignis hätte den Kreuzfahrern neue Hoffnung gegeben. Der Danebrog ist jedenfalls die älteste heute noch in Gebrauch befindliche Staatsflagge.

## Folgen
Um das Castrum Danorum errichteten die Dänen das heutige Tallinn, dessen Name von estnischen Wörtern „Taani“ (Dänemark) und „linn“ (Stadt) abgeleitet sein könnte und demnach „Dänenstadt“ bedeuten würde, was als Deutung der Namensherkunft allerdings nicht unumstritten ist. Die Schlacht von Lyndanisse war entscheidend für den Erfolg des dänischen Imperialismus im Baltikum; die Dänen unterwarfen und christianisierten in der Folge ganz Nordestland.

## Erinnerung

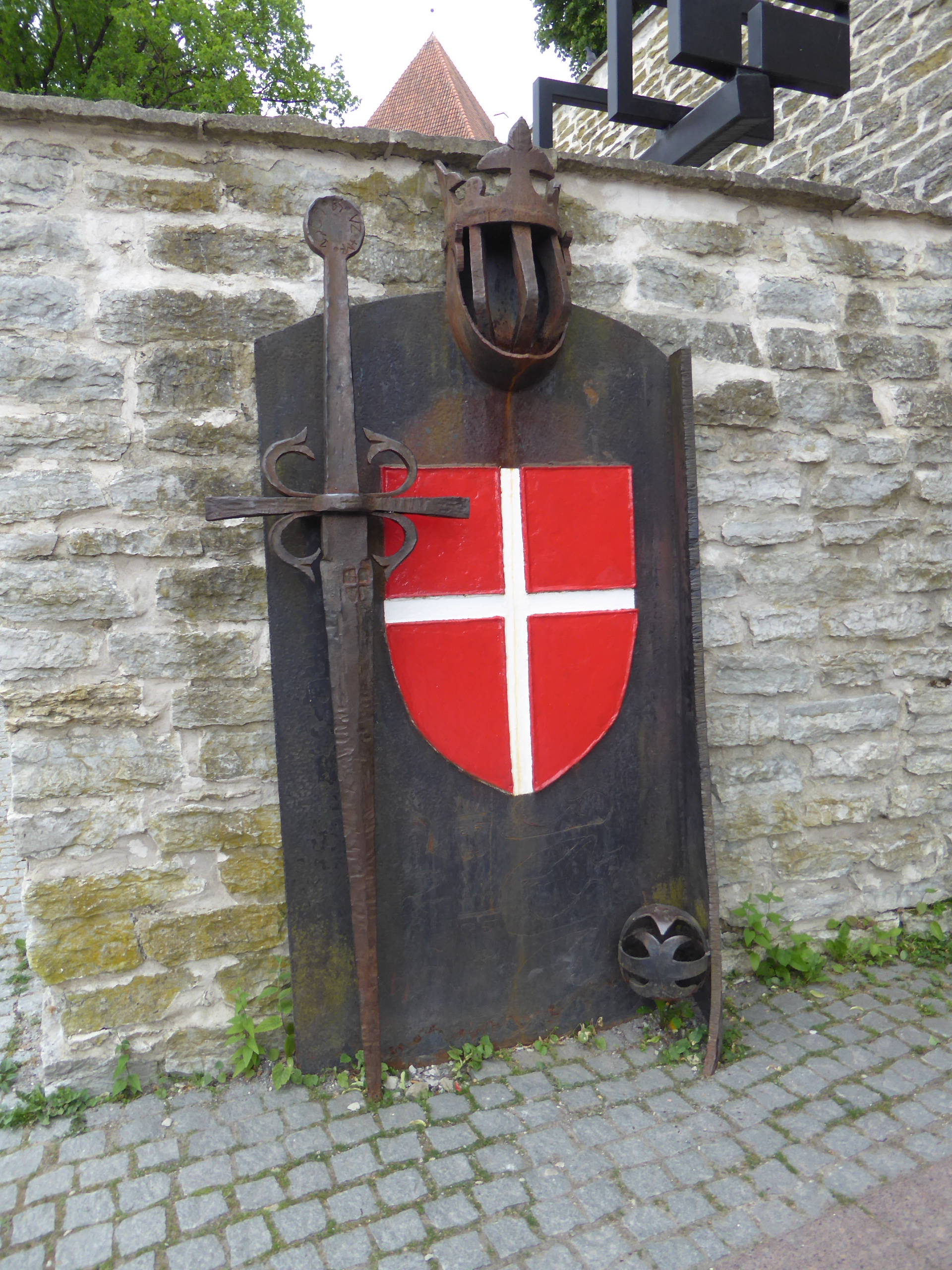
Denkmal im Garten des dänischen Königs in Tallinn

An die Schlacht und die Legende erinnert in Tallinn ein Park, der Garten des dänischen Königs (Estnisch Taani Kuninga aed) zwischen Domberg und Nikolaikirche. Am 15. Juni 2019 besuchte Königin Margrethe II. Tallinn und enthüllte hier eine Gedenktafel.